# Cái Tắc
Cái Tắc là một thị trấn thuộc huyện Châu Thành A, tỉnh Hậu Giang, Việt Nam.

## Địa lý
Thị trấn Cái Tắc có vị trí địa lý:
- Phía đông và bắc giáp huyện Châu Thành
- Phía tây giáp xã Tân Phú Thạnh
- Phía nam giáp huyện Phụng Hiệp

Thị trấn Cái Tắc có diện tích 7,39 km², dân số năm 2019 là 10.633 người, mật độ dân số đạt 1.439 người/km².
Thị trấn có Quốc lộ 1 đi qua và đồng thời cũng là điểm bắt đầu của Quốc lộ 61 đi thành phố Vị Thanh, tỉnh Hậu Giang và thành phố Rạch Giá, tỉnh Kiên Giang.

## Lịch sử
Trước đây, địa bàn thị trấn Cái Tắc là một phần của xã Tân Phú Thạnh.
Ngày 8 tháng 3 năm 2007, Chính phủ ban hànhNghị định số 34/2007/NĐ-CP về việc thành lập thị trấn Cái Tắc trên cơ sở điều chỉnh 1.050,15 ha diện tích tự nhiên và 11.140 nhân khẩu của xã Tân Phú Thạnh.
Thị trấn Cái Tắc có 1.050,15 ha diện tích tự nhiên và 11.140 nhân khẩu.

## Hành chính
Thị trấn Cái Tắc được chia thành 6 ấp: Tân Phú, Tân Phú A, Tân An, Long An, Long An A, Long An B.